# Konica Minolta

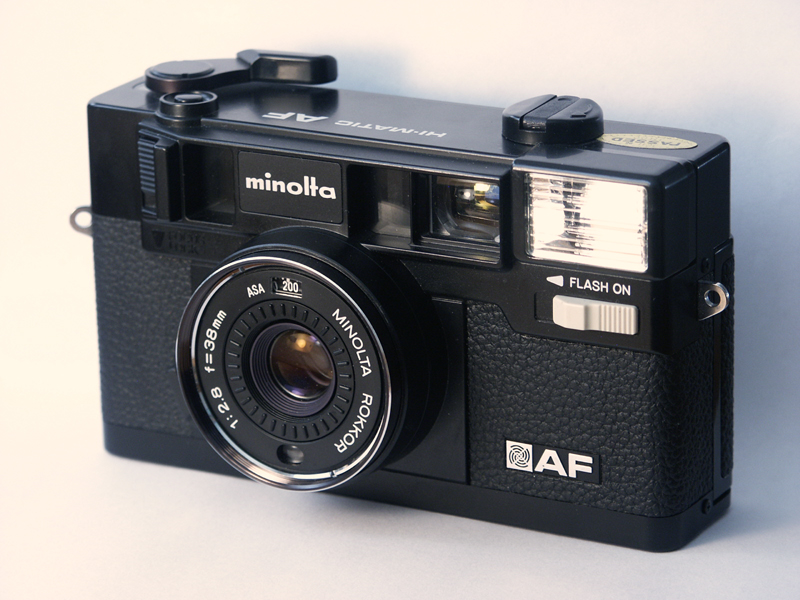
Minolta Hi-Matic auto focus

Konica Minolta, Incorporated (japonsky コニカミノルタ株式会社–transkripcí: Konika Minoruta) je japonská globální technologická společnost, která má pobočky v 50 zemích světa a zaměstnává přes 39 000 zaměstnanců. 

## Historie a současnost
Počátky Konica Corporation sahají do roku 1873, kdy Rokusaburo Sugiura začíná v Tokiu prodávat litografické a fotografické nástroje a materiály. Sloučením firem Konica a Minolta v roce 2003 vznikla jedna společnost Konica Minolta Holdings, Inc. Samotnou Minoltu založil Kazuo Tashima v japonské Osace roku 1928.
V současnosti je Konica Minolta, Inc. se sídlem v Tokiu globální společností s tradicí přes 150 let. Konica Minolta je předním výrobcem multifunkčních tiskových zařízení a lídrem na trhu mezi poskytovateli produktů, služeb a řešení v oblasti produkčního tisku. Současně společnost klade velký důraz na rozvoj IT služeb, digitalizaci a automatizaci kancelářských procesů či kamerových systémů. V oblasti zdravotní péče vyrábí diagnostické zobrazovací systémy a poskytuje podpůrné služby pro objevování nových léčiv.  
V České republice společnost působí od roku 1990.  